# 雷吉·威廉斯 (1964年)
雷吉·威廉斯（英語：Reggie Williams，1964年3月5日—），美国男子篮球运动员。他曾于1983年当选美国篮球先生。